# Sistema Universitario de Nebraska
El Sistema Universitario de Nebraska, también conocido como Universidad de Nebraska es el sistema universitario público de Nebraska. Se trata de una red de universidades públicas estatales compuesto por cuatro instituciones en el estado de Nebraska (Estados Unidos) y fue fundado en 1869.
El sistema está formado por las siguientes universidades:
- Universidad de Nebraska-Lincoln. Es el mayor de los campus, con 24.000 estudiantes, 150 licenciaturas y una amplia gama de programas de postgrado. Entre sus centros destacan el la facultad de Informática (Jeffrey S. Raikes School of Computer Science and Management), la sección de deportes Husker o el Institute of Agriculture and Natural Resources.[2]

- Universidad de Nebraska-Omaha. Cuenta con 14.600 estudiantes, y es la sede del Peter Kiewit Institute of Information Science, Technology and Engineering, entre otros centros.[3]

- Universidad de Nebraska en Kearney. 6.650 estudiantes distribuidos en 170 programas académicos y la división deportiva Lopers.[4]

- Centro médico de la Universidad de Nebraska. Cuenta con 3.237 estudiantes que se preparan para las carreras en ciencias relacionadas con la salud: medicina, enfermería, odontología e higiene dental, farmacia, salud pública... El Durham Research Center es uno de sus centros formativos.[5]

- Nebraska College of Technical Agriculture en Curtis es también parte de la Universidad de Nebraska, y ofrece un programa de licenciatura de dos años sobre tecnología veterinaria, producción y gestión empresarial, y horticultura, al que asisten 425 estudiantes.[6]

## Servicios centrales
Los servicios centrales se encuentran en la ciudad de Lincoln, donde se encuentra el más grande de los cuatro campus. Su presidente es James B. Milliken, desde 2004.